# Ридли, Марк
Марк Ри́дли (англ. Mark Ridley, 1560, Стретем, Кембриджшир, Англия — 1624) — английский врач царя Фёдора Иоанновича; автор первого (остался в рукописи) англо-русского и русско-английского словаря на 6000 слов.
Окончил Кембриджский университет, являлся членом Королевского колледжа врачей. Состоял при царе Фёдоре Иоанновиче с 1594 по 1598 гг., покинул Россию в апреле 1599 г.

## Словарь
Словарь Ридли сохранился в трёх рукописях, хранящихся в Бодлианской библиотеке. Они выполнены аккуратным почерком, в них представлены английские слова и их русские эквиваленты. Авторство рукописей не было установлено, пока в 1953 году Симмонс и Унбегаун не определили, что автором рукописей был Ридли.
В качестве приложений к основному словарю приводятся названия птиц, рыб, растений и болезней.
Словарь Ридли, состоящий из около 6000 слов, представляет огромный интерес для славистов. Герард Стоун, подготавливавший печатное издание словаря, оценивал его так: «не только первый англо-русский и русско-английский словарь, но также вообще первый значительный двуязычный словарь, которым мы располагаем».